# تلورید جیوه
تلورید جیوه (به انگلیسی: Mercury telluride) با فرمول شیمیایی HgTe یک ترکیب شیمیایی است که جرم مولی آن 329.18 g/mol می‌باشد. شکل ظاهری این ترکیب، بلورهای مکعبی سیاه است.